# Monark
A Monark (B3: BMKS3) é uma empresa brasileira fabricante de bicicletas fundada em 1948, em São Paulo.

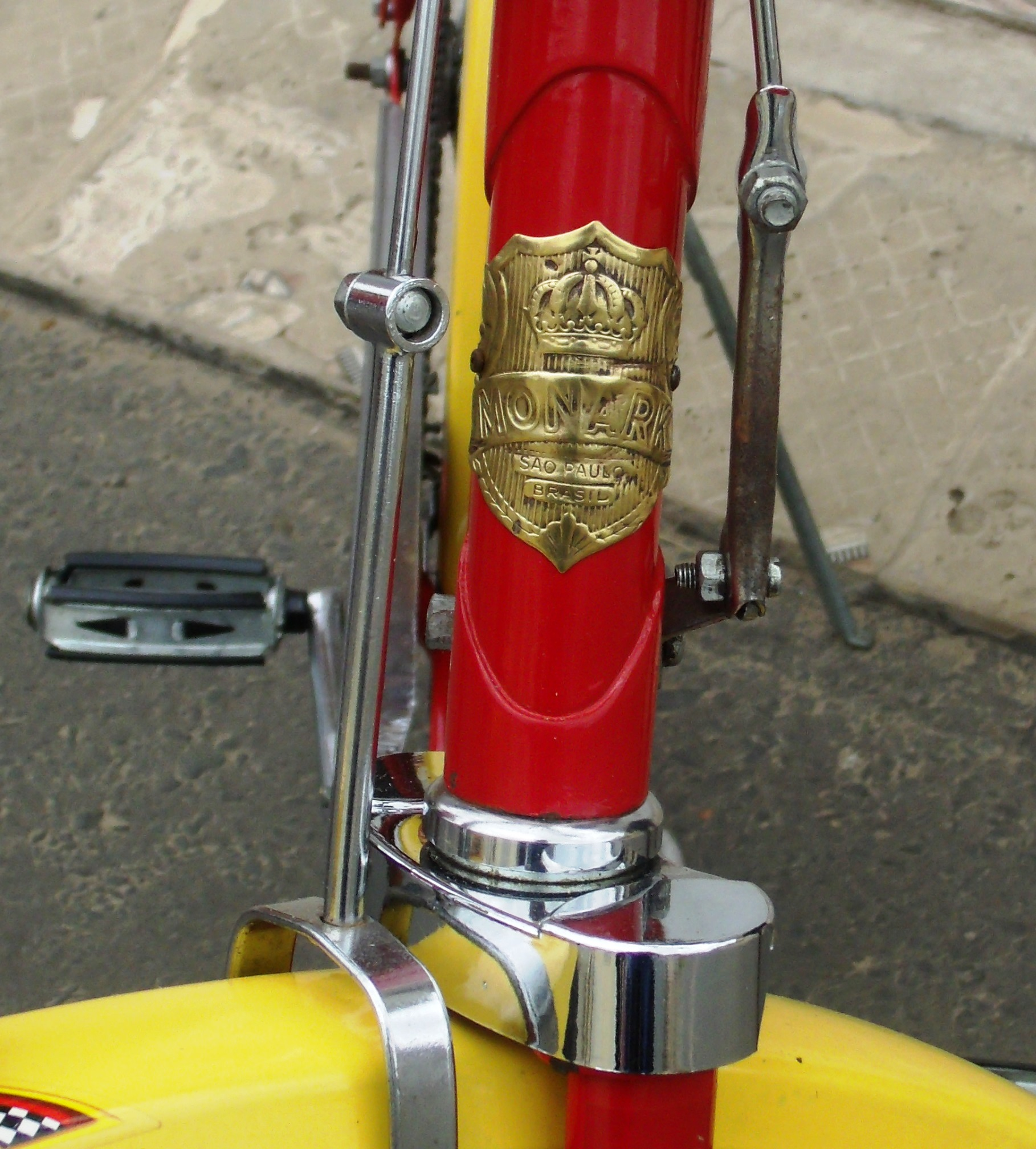
Timbre clássico da monark, utilizado nas décadas de 1940 a 1960.

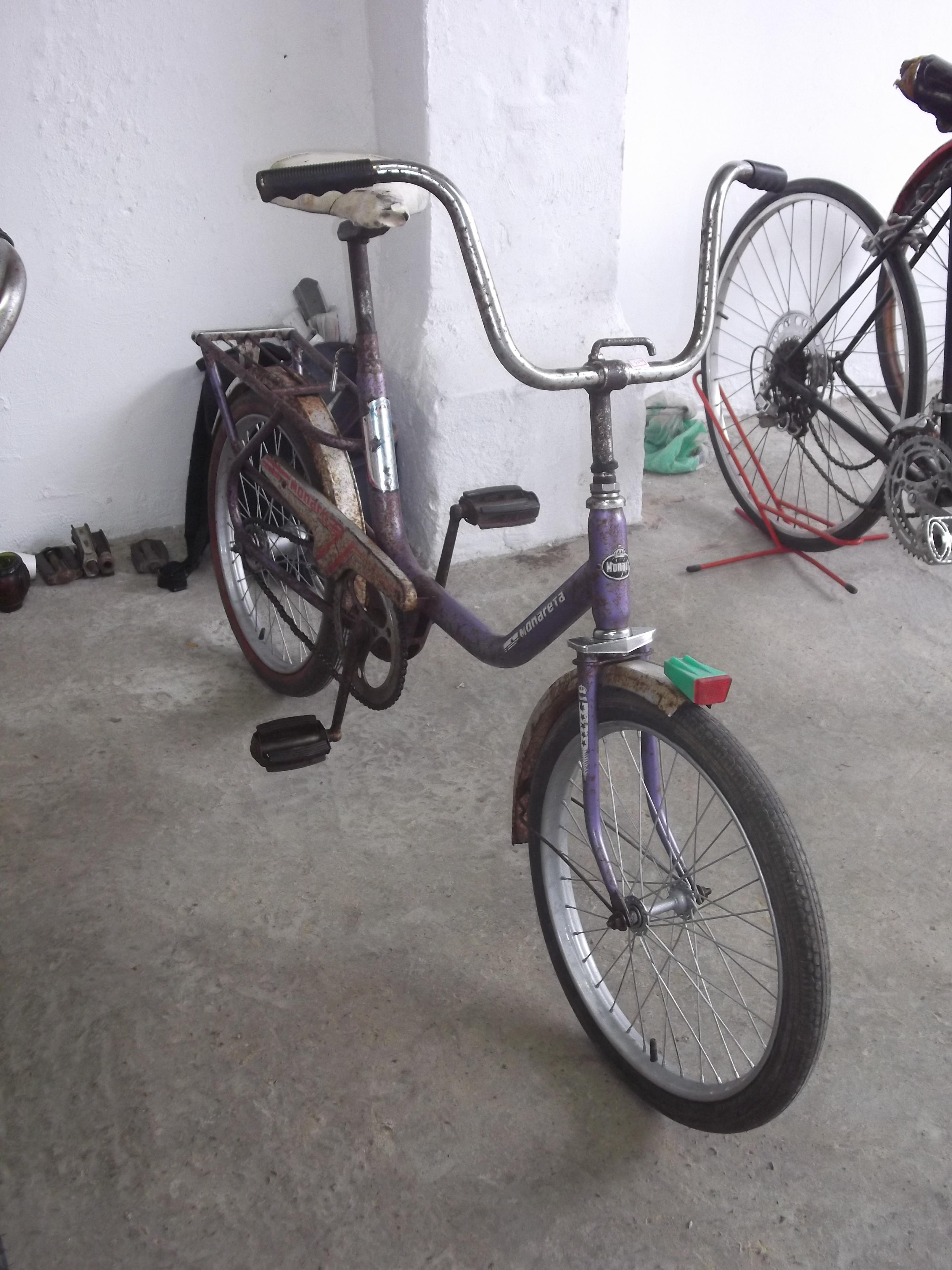
Monareta

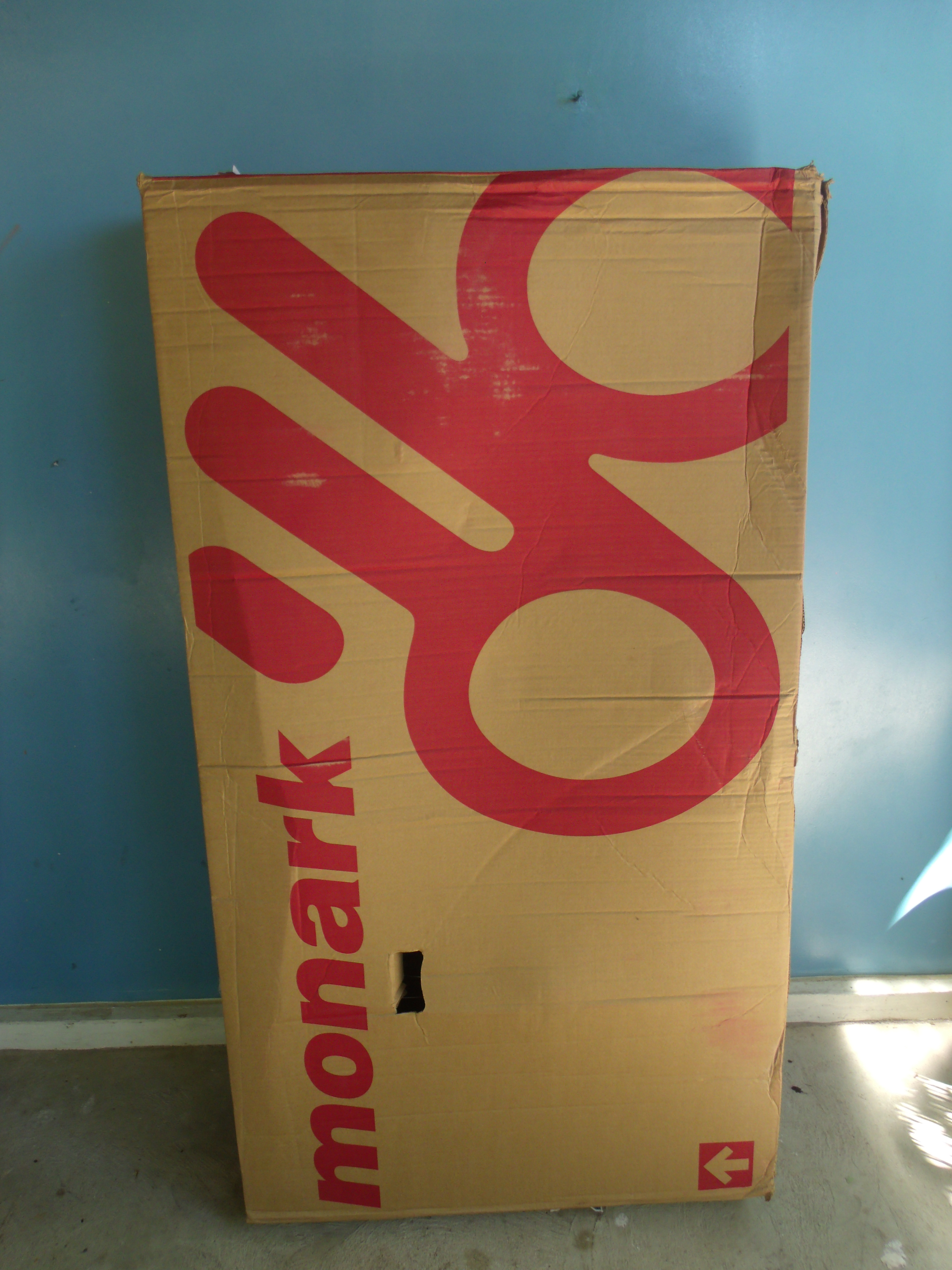
Embalagem tradicional

## História
Em 1948, a Monark instalou-se no bairro de Bela Vista, em São Paulo. De importadora e montadora, a empresa passou a ser fabricante de bicicletas. Foi adquirindo novas áreas, até que em 1951 estabeleceu-se em definitivo na Chácara Santo Antônio, também em São Paulo.
Foi por muito tempo rival da Caloi, porém foi perdendo mercado e hoje ocupa um papel no mercado nacional de bicicletas muito menor que ocupava nas décadas de 1960 e 1970. Nos anos 1980, chegou a vender 2 milhões de bicicletas por ano e chegou a empregar 10 mil pessoas.
Por motivos desconhecidos, fechou duas fábricas, em Manaus e em São Paulo, entre 2006 e 2008, transferindo sua produção para Indaiatuba. Quando fechou a fábrica de Manaus, na carta aos funcionários a empresa disse que "preferia fechar a fábrica a fazer uma bicicleta ruim como as importadas da China". Aproveitando o espaço deixado por ela, uma nova concorrente começou destacar-se no mercado a partir do início dos anos 2000, a Sundown.

## Ícones da marca

### Monareta
Um dos grandes sucessos do Monark foi a Monareta. Esta célebre bicicleta teve seu nome inspirado num famoso ciclomotor da Monark dos anos 1950 e 60. Teve seu início de fabricação em meados dos anos 1960, quando obteve sucesso relativo de vendas. Seu nome era Monareta Gemini, seu desenho era bastante diferente das Monaretas mais comuns que conhecemos hoje, pois seu quadro era de desenho semelhante aos da Caloi Berlineta, porém de estrutura mais fina e na parte inferior, próximo à caixa da coroa, se apresentava um tubo, que ligava as duas extremidades, e a garupa era destacável do quadro e possuía a semelhança com as de outros modelos Monark de aro 28 da época. No entanto, foi no início dos anos 1970, quando já adotava um novo desenho, que a Monareta começou a alcançar o sucesso de vendas.
De desenho bastante agradável e atual, agradou em cheio ao público jovem, e começou a incomodar a concorrência (Caloi). Este modelo teve algumas versões de acabamento, entre as quais a série Centauro, Brasil de Ouro, Águia de Ouro, Olé 70, além de oferecer a comodidade do modelo Dobramatic, que permitia ao seu proprietário dobra-la, facilitando seu transporte em viagens, por exemplo. Em 1973, focando o público adolescente, foi lançado no mercado a série Brasil de Ouro - Jet Black, que possuía paralamas e cobre corrente cromados, entre outros acessórios.Em 1976 sofreu nova reformulação no desenho, mais sensível na parte traseira (garupa), que deixava de lado o desenho retangular para adotar um desenho com um ângulo reto de 90º, que agradou em cheio ao público. Com este desenho teve início diversas versões, como a Kross Standard e Kross II luxo (de desenho diferente).
A Kross Standard tinha o garfo duplo (semelhante aos da nova Berlineta), com dois "cachimbos" mais um guidão bem longo, que davam um toque esportivo, com jeito de Chopper ao modelo, além do paralama traseiro mais curto, com um pequeno paralama plástico na sua extremidade (soleira).
O modelo Kross II tinha a traseira curta (que serviu de inspiração para donos dos outros modelos de Monareta cortarem o quadro na garupa),a garupa podia ser destacável do quadro, garfo igual ao modelo Kross anterior, mais com guidão diferente, composto de duas peças (também semelhante ao da Berlineta).Sendo uma das monaretas mais raras de encontrar. No início dos anos 1980 sofreu uma nova mudança no desenho, também mais destacado na garupa, além de um novo guidão e novo desenho na caixa da coroa. O modelo 82 oferecia um novo acabamento, onde os paralamas eram cromados. Entretanto, esta nova versão não obteve êxito e voltou ao padrão anterior, onde os paralamas vinham com um tom diferente (mais claro) em relação ao Quadro.
Em 1989, a Monareta já não tinha mais a vitalidade de antes, ao passo que o mercado já oferecia novas tendências (Mountain bikes, bicicross, etc) que agradavam mais ao público e teve o fim da sua fabricação. No entanto, até os dias de hoje ainda é possível ser visto rodando muitos modelos, devido a sua destacada qualidade estrutural.

### Barra Circular
A Barra Circular é uma bicicleta sem marchas e é feita de aço carbono, sendo que é uma das poucas bicicletas no mercado que não utiliza de forma alguma cabos Bowden.
A Monark produz duas versões da bicicleta Barra Circular, sendo que a única diferença entre é o sistema de freio. Esta bicicleta foi copiada pela concorrência: Caloi, com o nome de Barra Forte; Sundown, e; Houston Bike.
- Barra Circular FI - Para o freio essa versão utiliza o Sistema Inglês (Varão).[3] Esse sistema de freio não faz uso de cabos Bowden utiliza ao invés disso varões para transmitir força.
- Barra Circular CP - Para o freio essa versão utiliza o Sistema Contra-pedal.[4] Nesse sistema o freio é acionado quando o ciclista pedala para trás.

### Barra Circular Mirim
Nos anos 1980 foi comum as versões mirins do modelo barra circular com aros 14, 16 e 20. Atualmente são raras e constituem peças valiosas em ateliês, museus ou colecionadores.

## Galeria

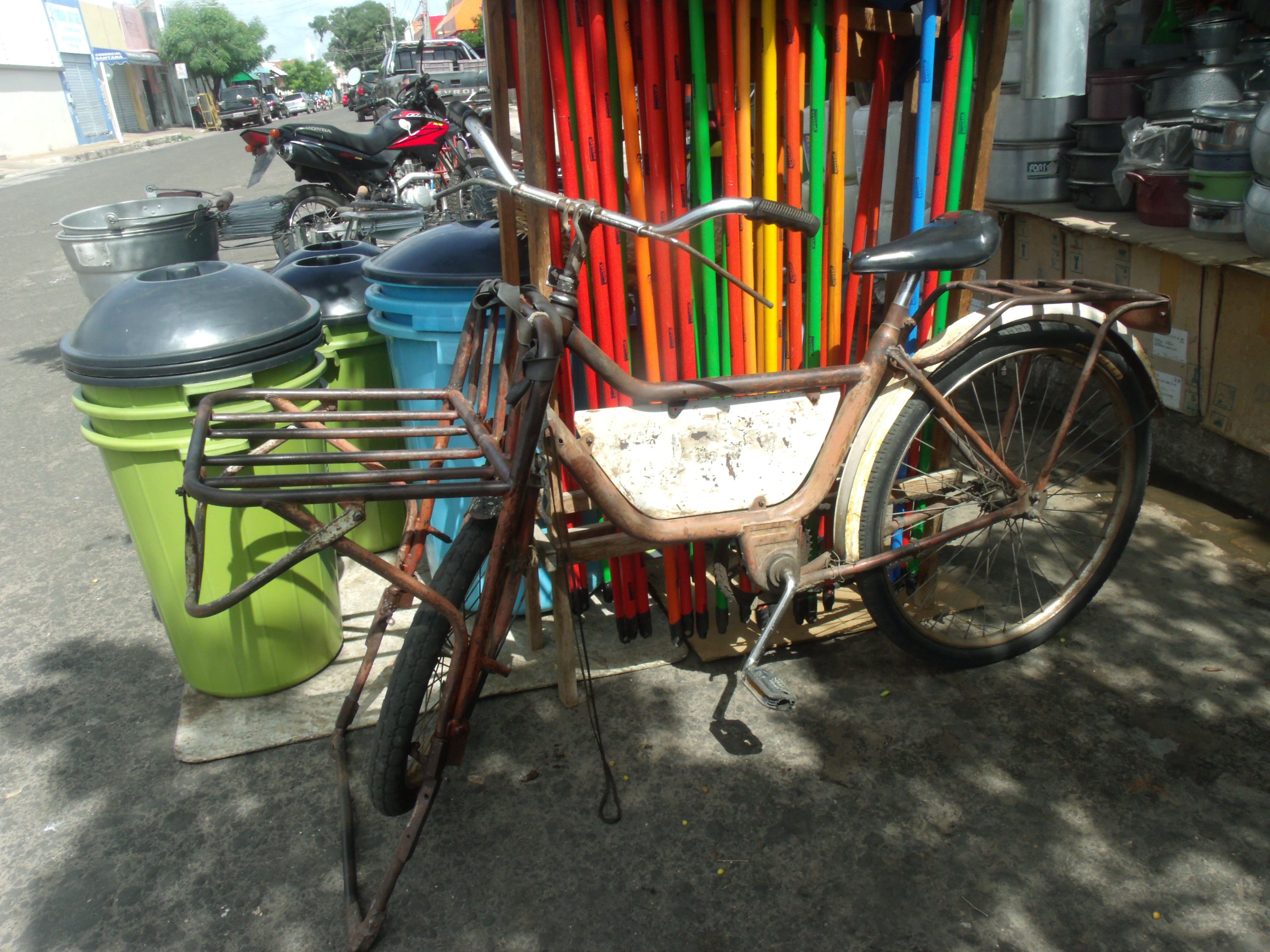
Modelo de carga de 1977.
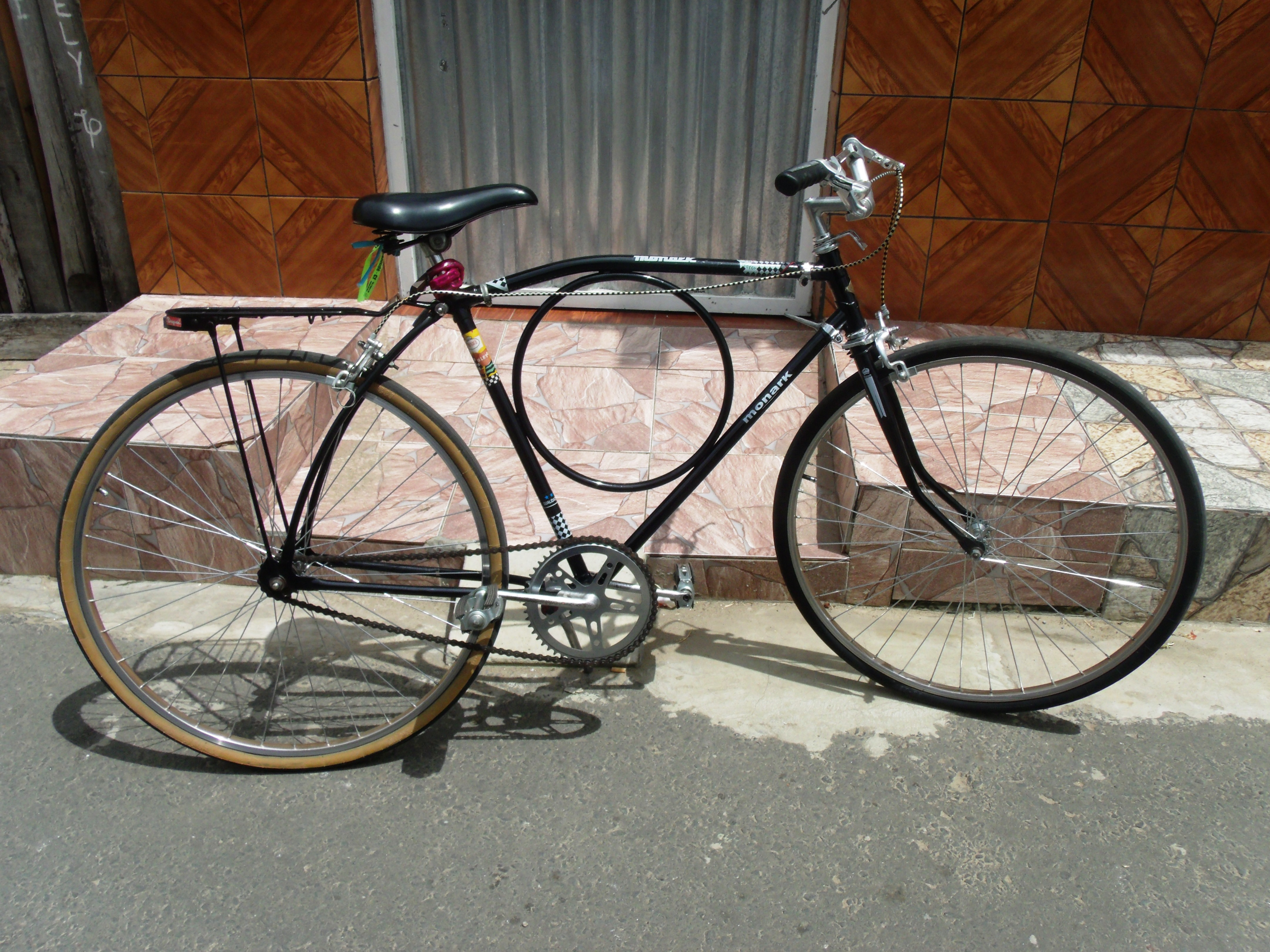
Uma Brasil 71, que foi a sucessora da Olé 70. Esta já não tem a conjuntura original, exceto o quadro.
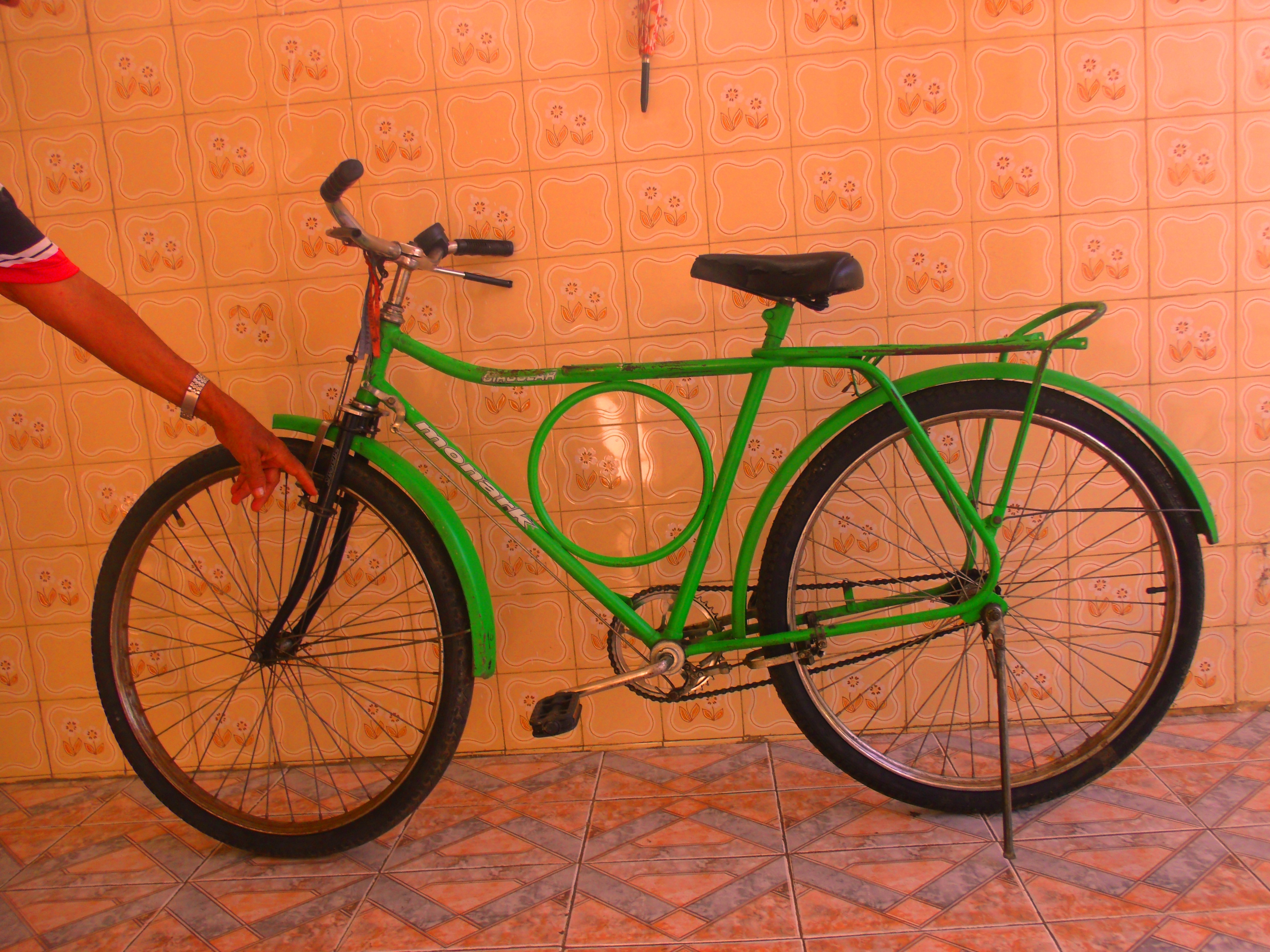
Modelo de 1976, sem a pintura original.
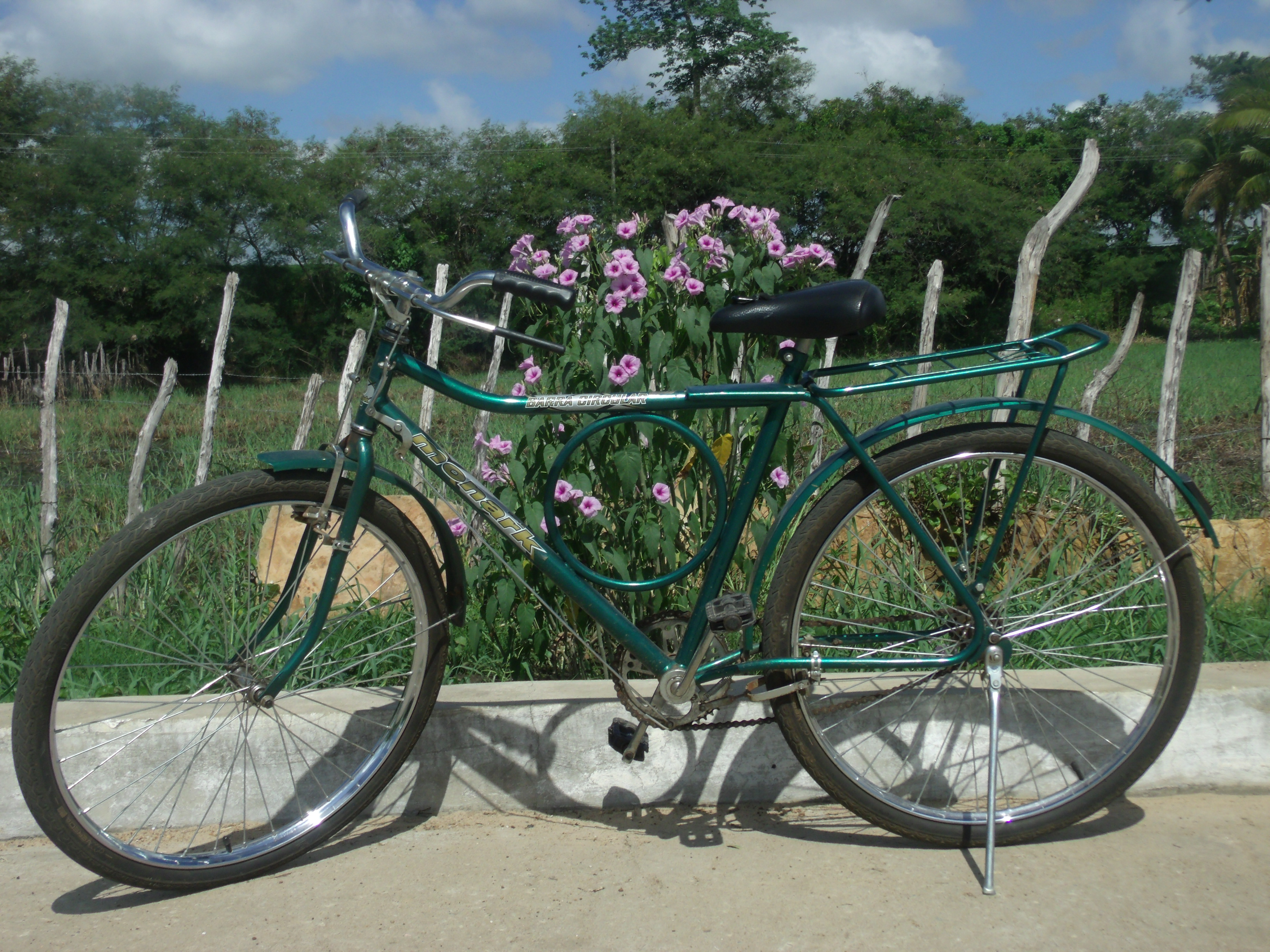
Um modelo barra circular recente.
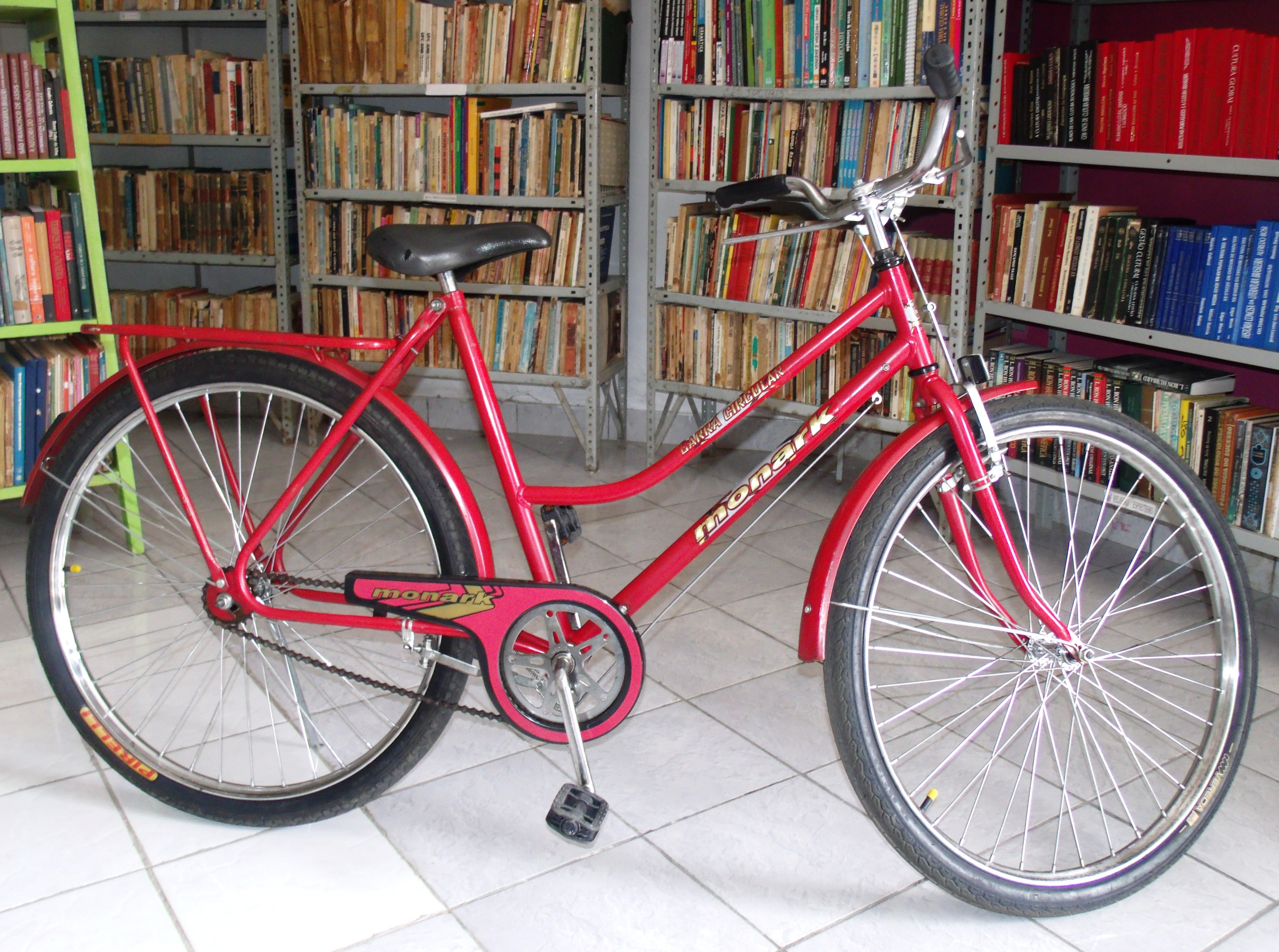
modelo tropical feminina
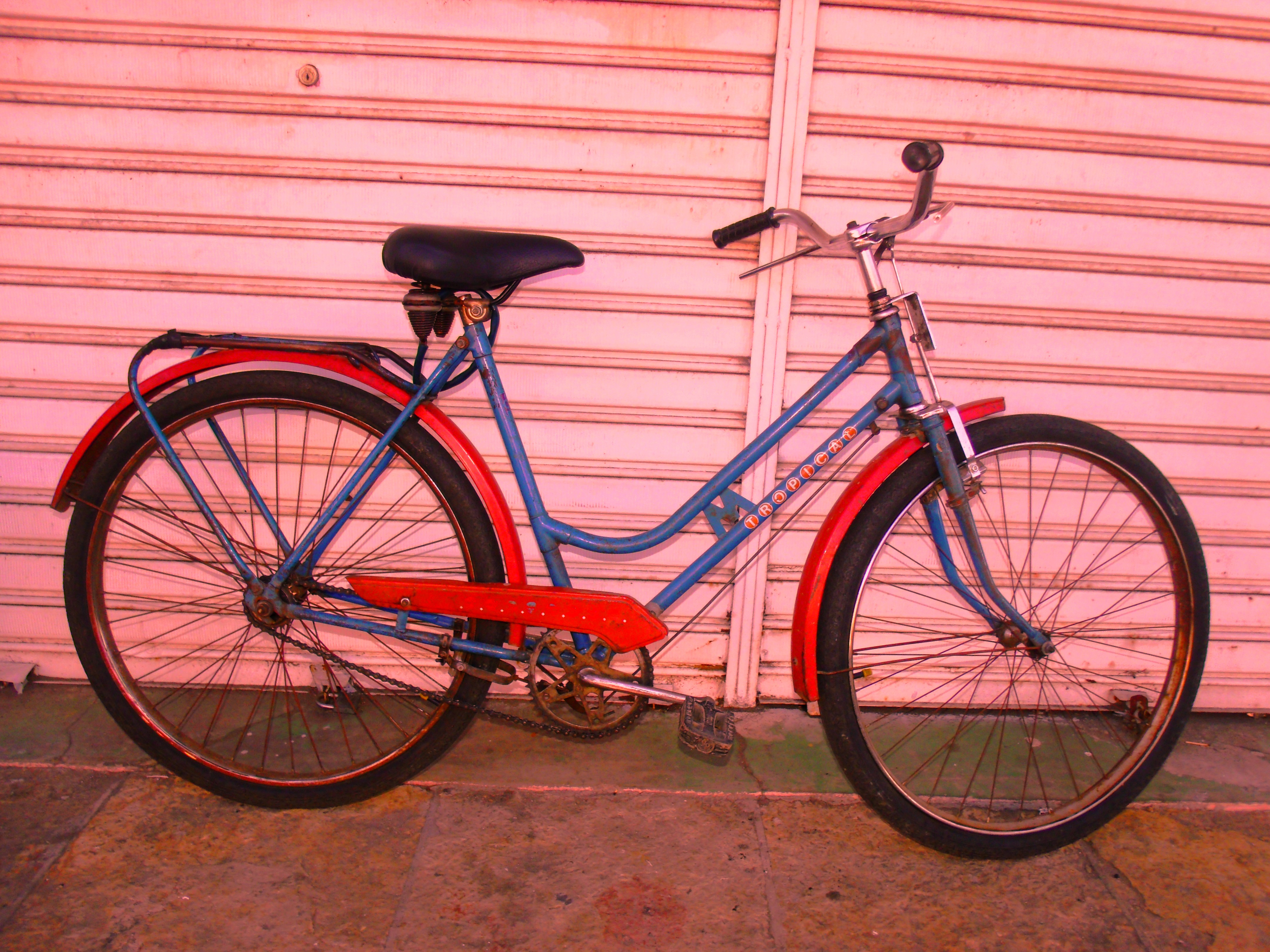
Tropical feminina de 1987.
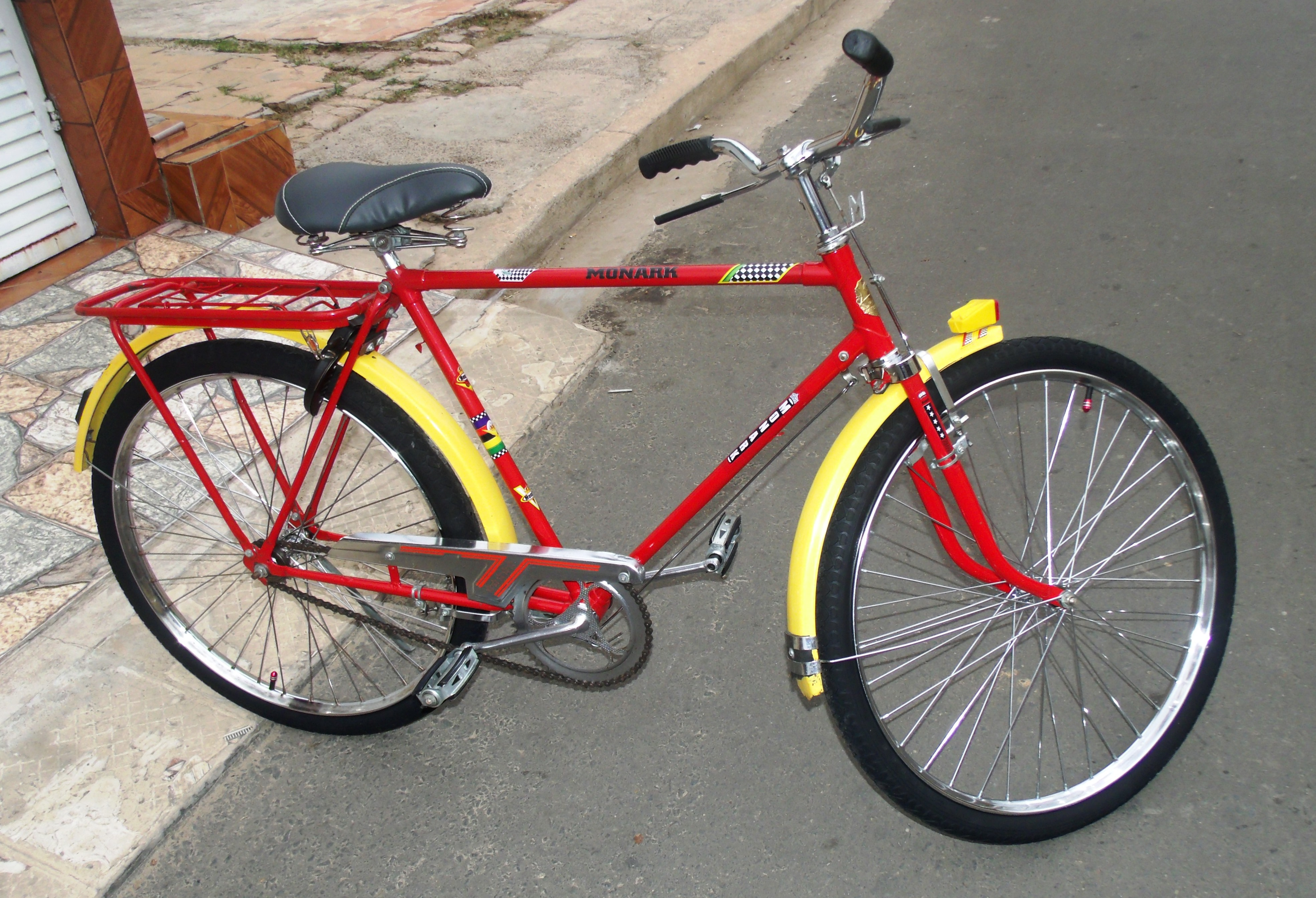
Monark jubileu
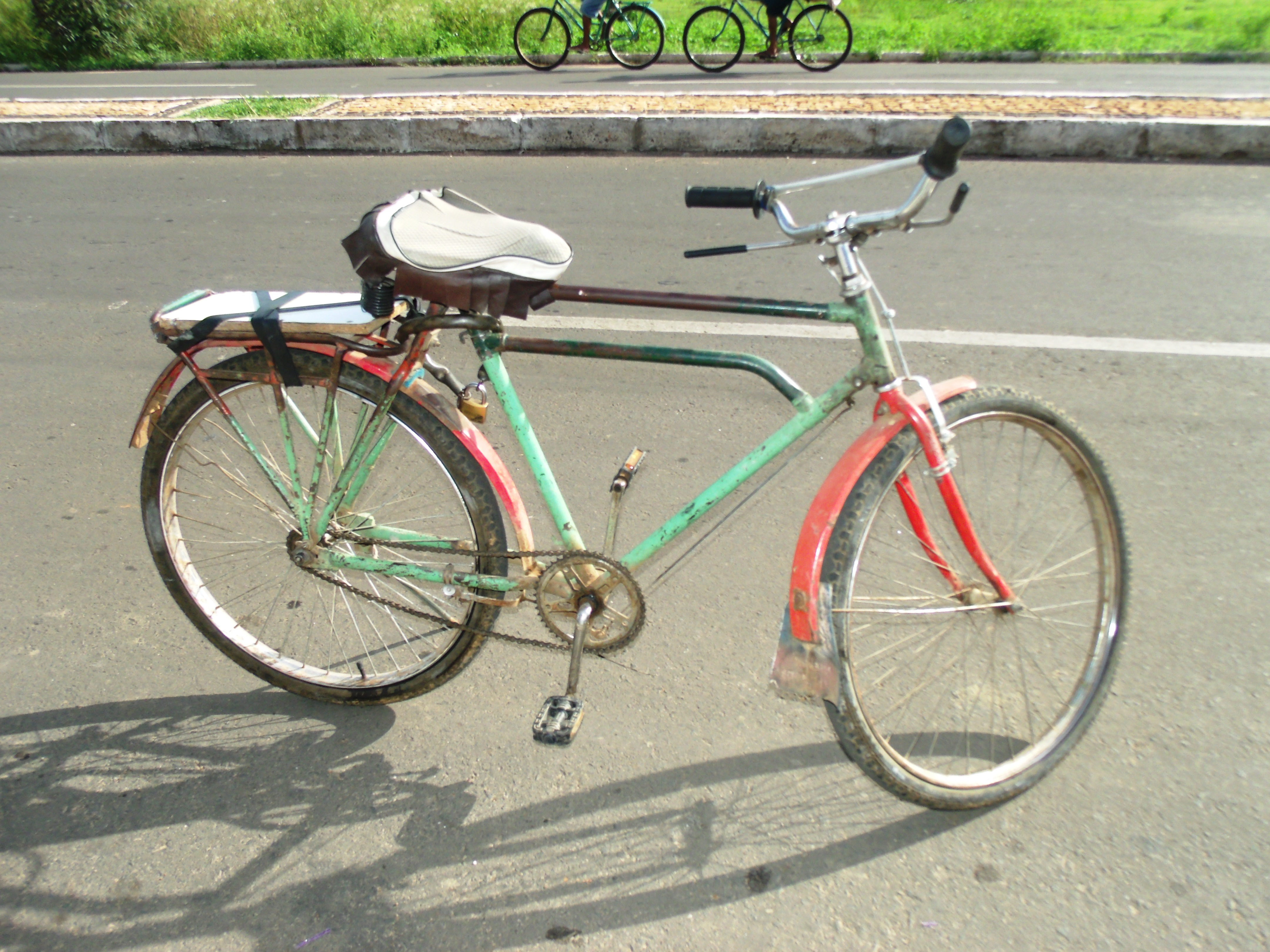
Monark panamericana de 1963, sem boa parte do conjunto original.
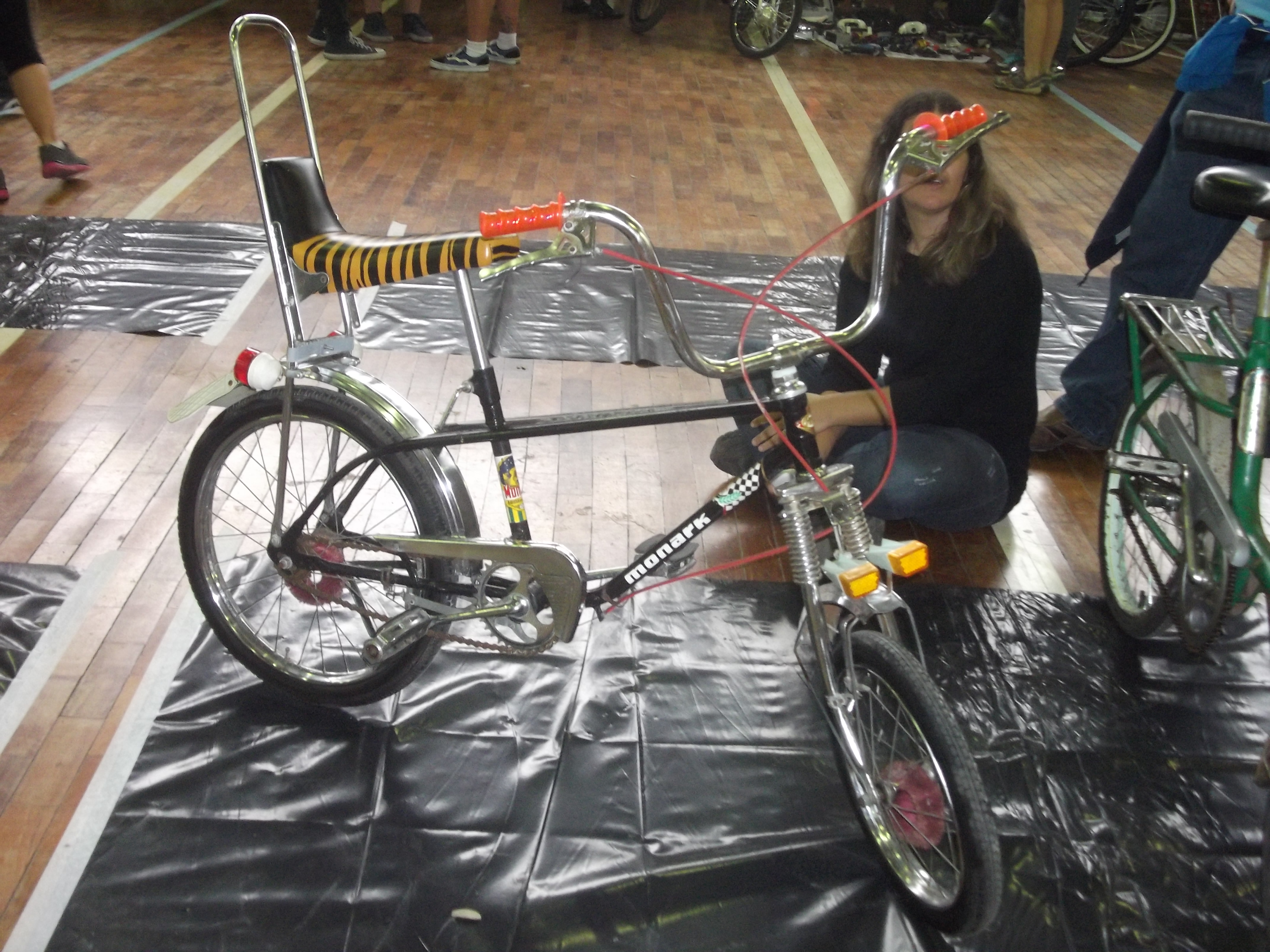
Um modelo Monark Tiger
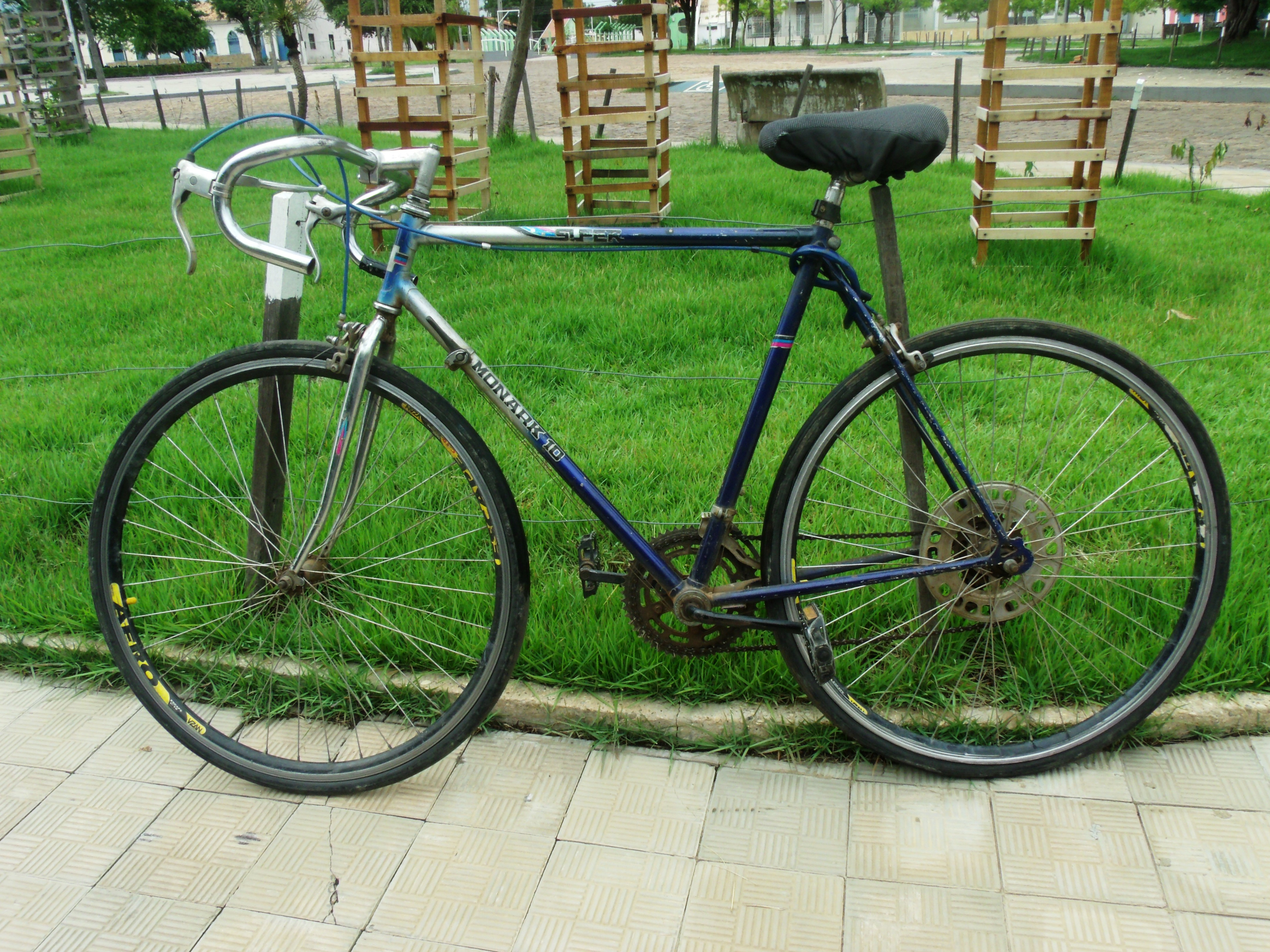
Monark 10
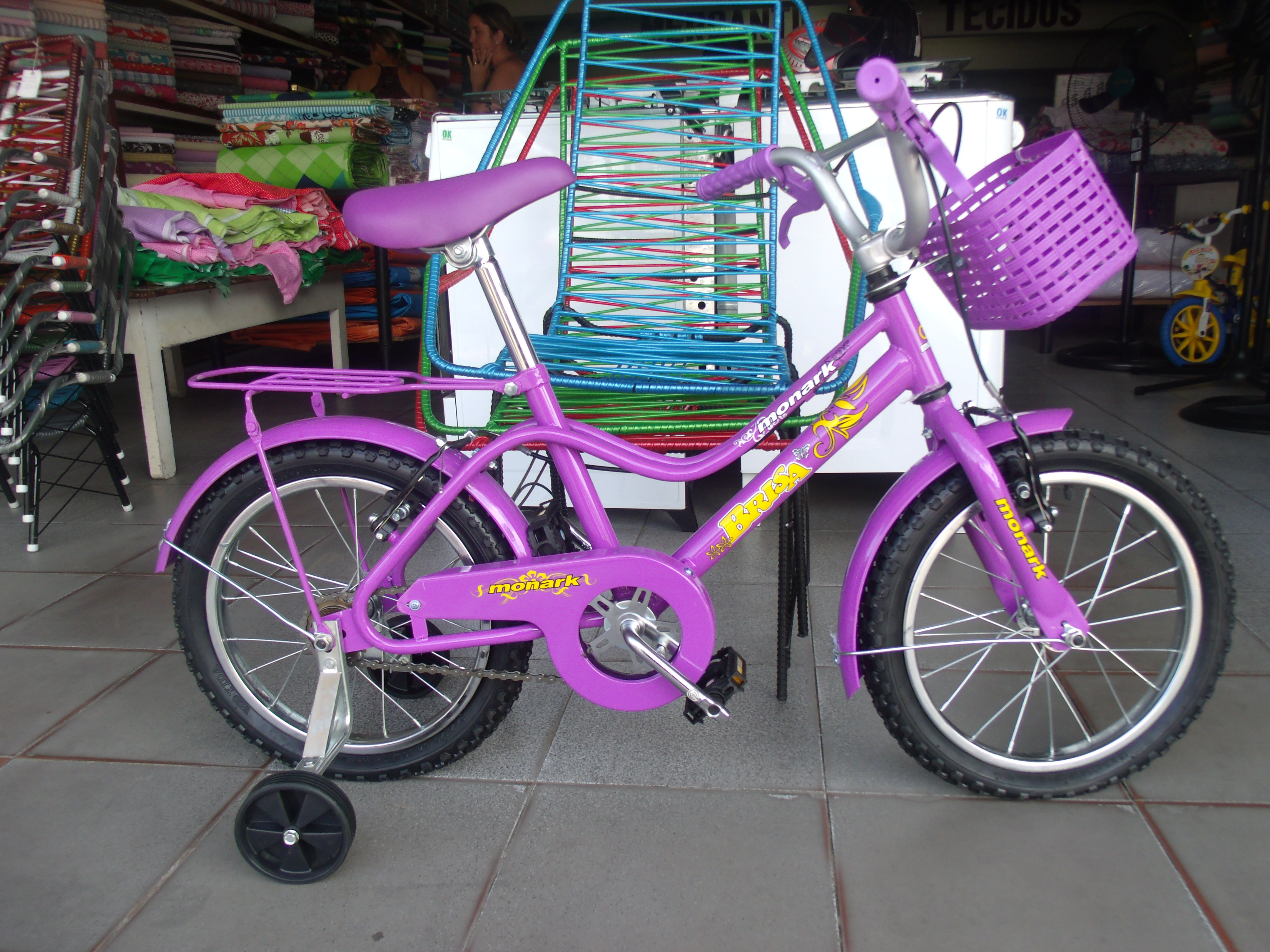
Monark brisa infantil (aro 16)
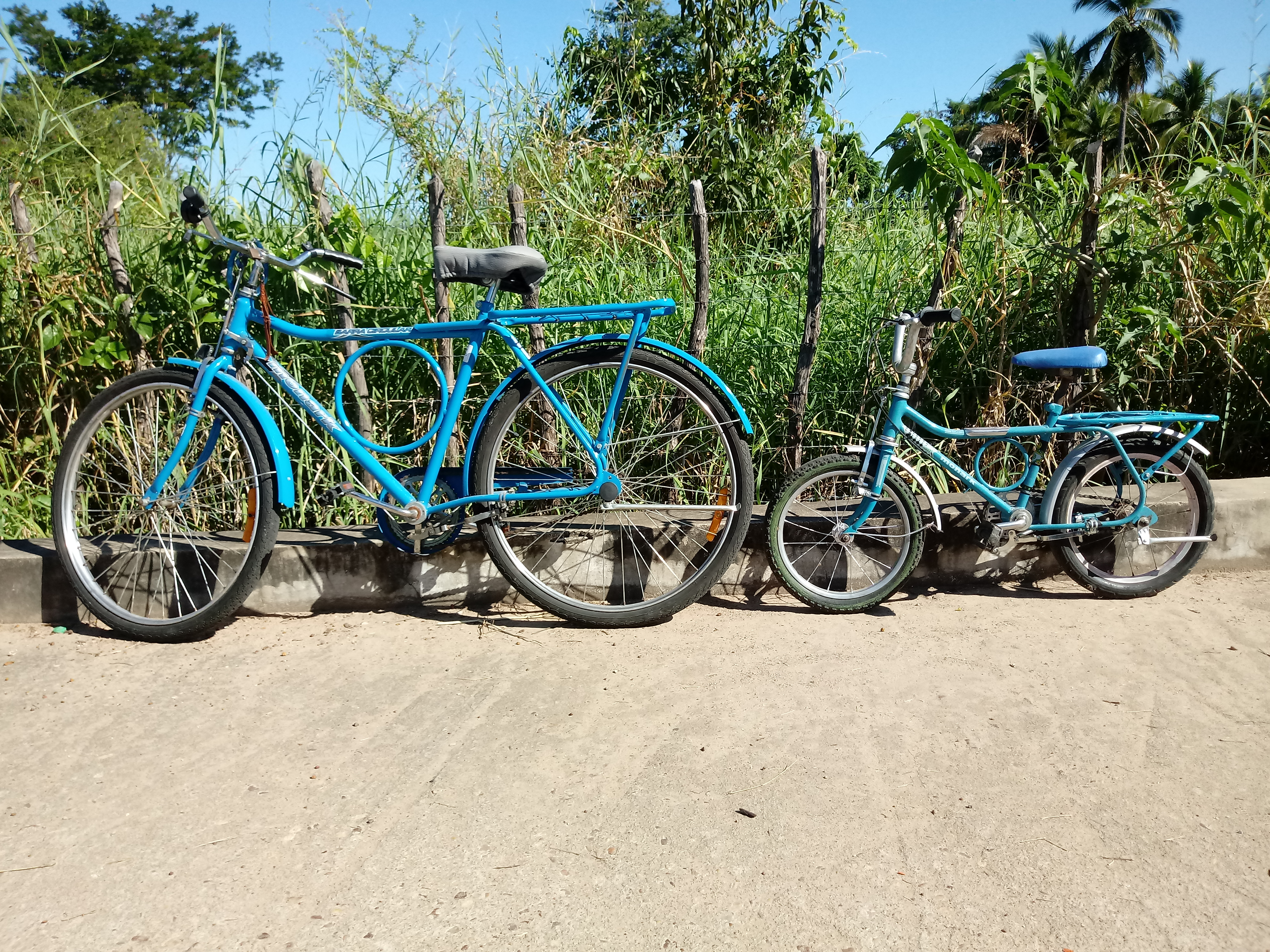
Monark barra circular mirim (aro 20), modelo de 1984.
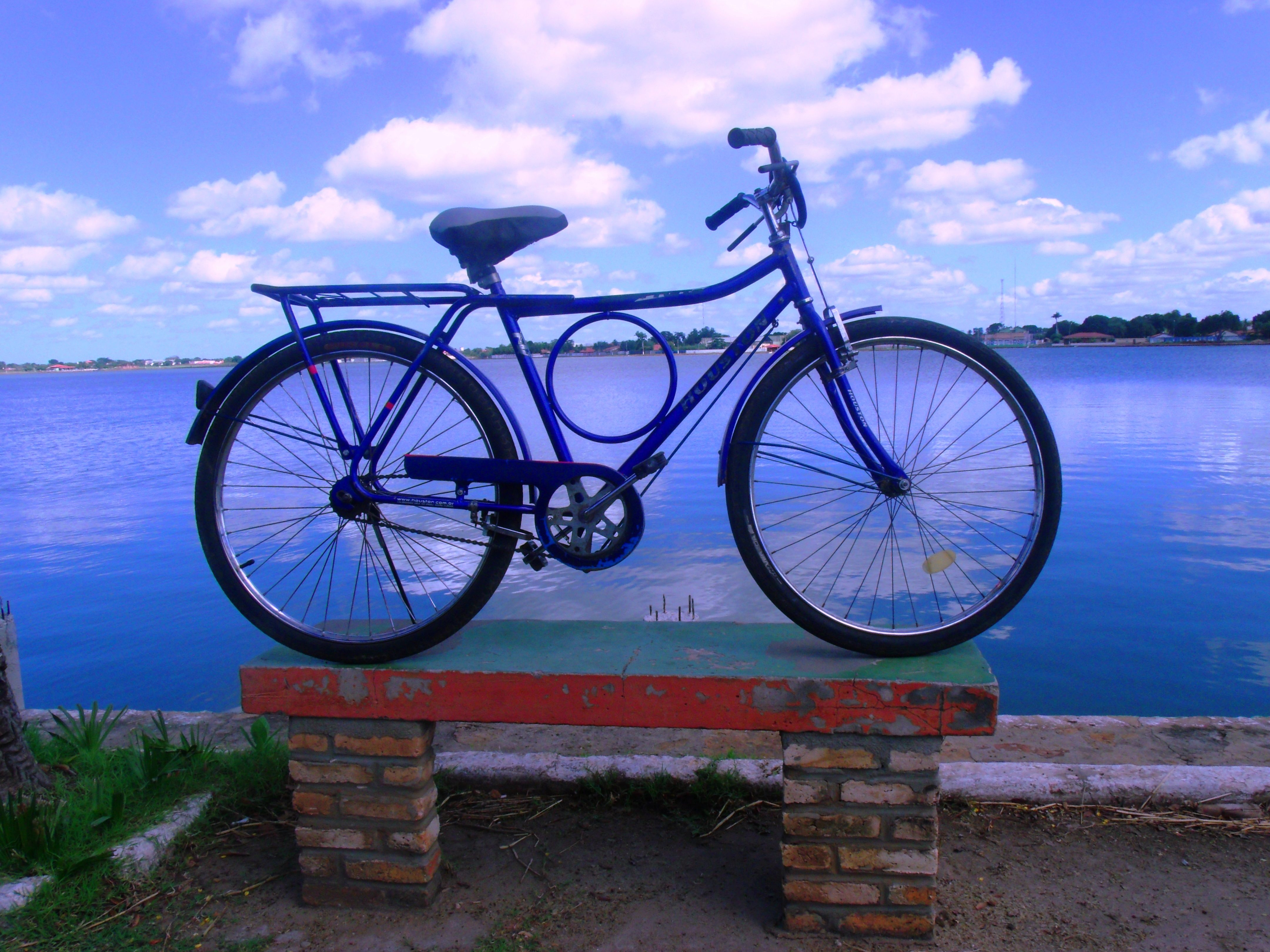
Modelo Super Forte, da Houston Bike, fielmente inspirado na pioneira Barra Circular
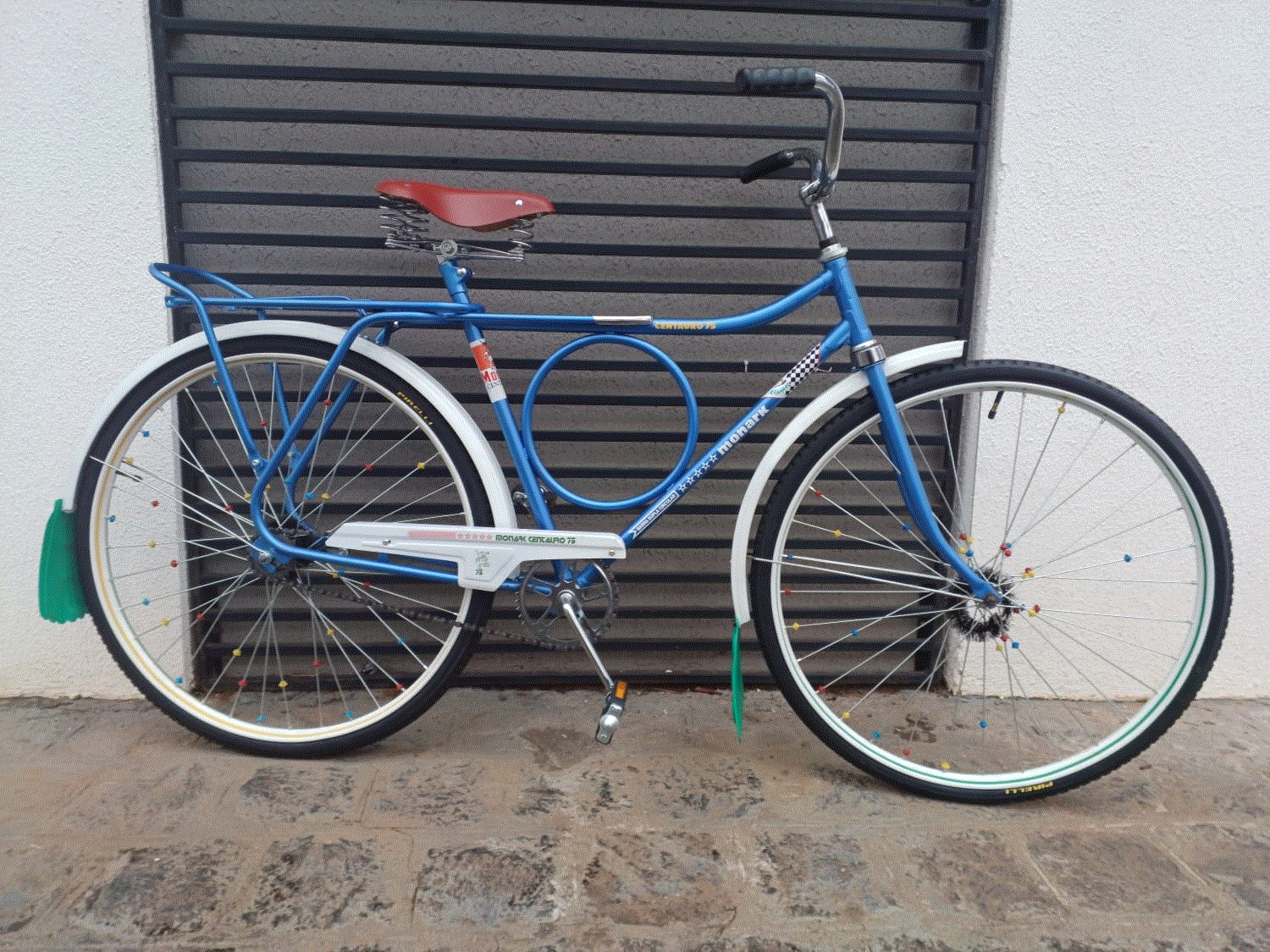
Monark Centauro 75 - Restauração própria aos moldes da original.